# Liste des monuments historiques protégés en 1918
Cet article recense les monuments historiques français classés en 1918.

## Protections
| Édifice                                      | Commune                        | Département      | Région                  | Protection | Base Mérimée                         | Coordonnées                        | Image |
| -------------------------------------------- | ------------------------------ | ---------------- | ----------------------- | ---------- | ------------------------------------ | ---------------------------------- | ----- |
| Halles                                       | Dives-sur-Mer                  | Calvados         | Normandie               | classé     | « PA00111284 », notice no PA00111284 | 49° 17′ 11″ nord, 0° 05′ 48″ ouest |       |
| Église Saint-Martin                          | Le Fresne-Camilly              | Calvados         | Normandie               | classé     | « PA00111354 », notice no PA00111354 | 49° 15′ 31″ nord, 0° 30′ 33″ ouest |       |
| Abbaye d'Ardenne                             | Saint-Germain-la-Blanche-Herbe | Calvados         | Normandie               | classé     | « PA00111675 », notice no PA00111675 | 49° 11′ 48″ nord, 0° 24′ 52″ ouest |       |
| Église Saint-Manvieu                         | Saint-Manvieu-Norrey           | Calvados         | Normandie               | classé     | « PA00111692 », notice no PA00111692 | 49° 10′ 56″ nord, 0° 30′ 25″ ouest |       |
| Croix de calvaire                            | Étables-sur-Mer                | Côtes-d'Armor    | Bretagne                | classé     | « PA00089145 », notice no PA00089145 | 48° 38′ 34″ nord, 2° 50′ 30″ ouest |       |
| Château                                      | Châteaudun                     | Eure-et-Loir     | Centre-Val de Loire     | classé     | « PA00097021 », notice no PA00097021 | 48° 04′ 15″ nord, 1° 19′ 25″ est   |       |
| Chapelle Saint-Herbot de Saint-Herbot        | Plonévez-du-Faou               | Finistère        | Bretagne                | classé     | « PA00090202 », notice no PA00090202 | 48° 19′ 39″ nord, 3° 48′ 33″ ouest |       |
| Immeuble                                     | Bordeaux                       | Gironde          | Nouvelle-Aquitaine      | classé     | « PA00083236 », notice no PA00083236 | 44° 50′ 30″ nord, 0° 34′ 14″ ouest |       |
| Église Saint-Sylvestre de Montcalmes         | Puéchabon                      | Hérault          | Occitanie               | classé     | « PA00103675 », notice no PA00103675 | 43° 42′ 52″ nord, 3° 35′ 34″ est   |       |
| Château du Rivau                             | Lémeré                         | Indre-et-Loire   | Centre-Val de Loire     | classé     | « PA00097802 », notice no PA00097802 | 47° 06′ 13″ nord, 0° 19′ 24″ est   |       |
| Citernes antiques                            | Batz-sur-Mer                   | Loire-Atlantique | Pays de la Loire        | classé     | « PA00108568 », notice no PA00108568 | 47° 16′ 43″ nord, 2° 28′ 14″ ouest |       |
| Église Notre-Dame-de-Recouvrance             | Orléans                        | Loiret           | Centre-Val de Loire     | classé     | « PA00098842 », notice no PA00098842 | 47° 53′ 56″ nord, 1° 54′ 02″ est   |       |
| Maison de l'Artichaut                        | Le Mont-Saint-Michel           | Manche           | Normandie               | classé     | « PA00110489 », notice no PA00110489 | 48° 38′ 07″ nord, 1° 30′ 37″ ouest |       |
| Église de l'Assomption d'Ambrières           | Ambrières                      | Marne            | Grand Est               | classé     | « PA00078567 », notice no PA00078567 | 48° 38′ 00″ nord, 4° 50′ 21″ est   |       |
| Église Saint-Rémi de Condé-sur-Marne         | Condé-sur-Marne                | Marne            | Grand Est               | classé     | « PA00078671 », notice no PA00078671 | 49° 02′ 36″ nord, 4° 10′ 45″ est   |       |
| Église Saint-Remi de Laimont                 | Laimont                        | Meuse            | Grand Est               | classé     | « PA00106547 », notice no PA00106547 | 48° 50′ 06″ nord, 5° 02′ 38″ est   |       |
| Église Saint-Brice de Villotte-devant-Louppy | Villotte-devant-Louppy         | Meuse            | Grand Est               | classé     | « PA00106679 », notice no PA00106679 | 48° 53′ 07″ nord, 5° 04′ 25″ est   |       |
| Pont de Menat                                | Menat                          | Puy-de-Dôme      | Auvergne-Rhône-Alpes    | classé     | « PA00092183 », notice no PA00092183 | 46° 05′ 59″ nord, 2° 55′ 54″ est   |       |
| Maison d'Antoine Pandier                     | Riom                           | Puy-de-Dôme      | Auvergne-Rhône-Alpes    | classé     | « PA00092309 », notice no PA00092309 | 45° 53′ 33″ nord, 3° 06′ 41″ est   |       |
| Église Saint-Pardoux de La Tour-d'Auvergne   | La Tour-d'Auvergne             | Puy-de-Dôme      | Auvergne-Rhône-Alpes    | classé     | « PA00092448 », notice no PA00092448 | 45° 32′ 18″ nord, 2° 40′ 46″ est   |       |
| Fortifications de Cluny                      | Cluny                          | Saône-et-Loire   | Bourgogne-Franche-Comté | classé     | « PA00113227 », notice no PA00113227 | 46° 26′ 18″ nord, 4° 39′ 19″ est   |       |
| Maison Descours                              | Cluny                          | Saône-et-Loire   | Bourgogne-Franche-Comté | classé     | « PA00113238 », notice no PA00113238 | 46° 26′ 09″ nord, 4° 39′ 21″ est   |       |
| Église Sainte-Croix                          | Provins                        | Seine-et-Marne   | Île-de-France           | classé     | « PA00087202 », notice no PA00087202 | 48° 33′ 40″ nord, 3° 17′ 55″ est   |       |
| Hôtel de Vauluisant                          | Provins                        | Seine-et-Marne   | Île-de-France           | classé     | « PA00087215 », notice no PA00087215 | 48° 33′ 35″ nord, 3° 17′ 42″ est   |       |
| Église Saint-Valentin de Jumièges            | Jumièges                       | Seine-Maritime   | Normandie               | classé     | « PA00100727 », notice no PA00100727 | 49° 26′ 05″ nord, 0° 49′ 18″ est   |       |
| Abbaye de Jumièges                           | Jumièges                       | Seine-Maritime   | Normandie               | classé     | « PA00100726 », notice no PA00100726 | 49° 25′ 56″ nord, 0° 49′ 09″ est   |       |
| Église Saint-Jacques                         | Montauban                      | Tarn-et-Garonne  | Occitanie               | classé     | « PA00095801 », notice no PA00095801 | 44° 01′ 04″ nord, 1° 21′ 10″ est   |       |